# Mituo Takahashi
Mituo Takahashi, também conhecido como Katiá, é um empresário e político brasileiro. É atualmente prefeito de Barrinha, em São Paulo.
Em 2 de outubro de 2014, foi expulso do diretório municipal do PT acusado de infelidade partidária por ter apoiado candidatos do PSDB a deputado e governador nas eleições estaduais de São Paulo em 2014.